# Società Sportiva Gualdo 2004-2005
Questa pagina raccoglie le informazioni riguardanti la Società Sportiva Gualdo nelle competizioni ufficiali della stagione 2004-2005.

## Rosa
| N. |                      | Ruolo | Calciatore               |
| -- | -------------------- | ----- | ------------------------ |
|    | Italia (bandiera)    | D     | Mauro Vincenzo Antonacci |
|    | Italia (bandiera)    | D     | Michele Baldini          |
|    | Italia (bandiera)    | D     | Nicola Binchi            |
|    | Italia (bandiera)    | C     | Daniel Bresciani         |
|    | Italia (bandiera)    | C     | Umberto Calcagno         |
|    | Italia (bandiera)    | C     | Marco Campese            |
|    | Italia (bandiera)    | A     | Alessandro Campo         |
|    | Italia (bandiera)    | A     | Antonio Chisena          |
|    | Argentina (bandiera) | P     | Leandro Horacio Cortizo  |
|    | Mali (bandiera)      | D     | Mahamet Diagouraga       |
|    | Italia (bandiera)    | C     | Tiziano Di Lillo         |
|    | Italia (bandiera)    | D     | Simone Farina            |
|    | Italia (bandiera)    | A     | Massimiliano Farruggia   |

| N. |                      | Ruolo | Calciatore          |
| -- | -------------------- | ----- | ------------------- |
|    | Italia (bandiera)    | P     | Luca Formica        |
|    | Italia (bandiera)    | D     | Salvatore Fusco     |
|    | Ghana (bandiera)     | C     | Abdullah Fusseini   |
|    | Italia (bandiera)    | D     | Luca Locatelli      |
|    | Italia (bandiera)    | A     | Loreto Macciocca    |
|    | Italia (bandiera)    | A     | Stefano Morello     |
|    | Italia (bandiera)    | C     | Mauro Puglia        |
|    | Italia (bandiera)    | C     | Edoardo Ragni       |
|    | Italia (bandiera)    | A     | Paolo Rossi         |
|    | Italia (bandiera)    | C     | Valentino Sbaccanti |
|    | Argentina (bandiera) | A     | Juan Turchi         |
|    | Italia (bandiera)    | C     | Jacopo Zagaglioni   |